# Playa de Torrelamata
La playa de Torrelamata es una playa de arena de la pedanía de Torrelamata, municipio de Torrevieja en la provincia de Alicante (España).
Esta playa limita al norte con la playa de la Torre de La Mata y al sur con Cabo Cervera y tiene una longitud de 2.362 m, con una amplitud de 47 m.
Se sitúa en un entorno semiurbano, disponiendo de acceso por calle. Cuenta con paseo marítimo y aparcamiento delimitado. Dispone de acceso para discapacitados. Es una playa balizada, con zona balizada para la salida de embarcaciones. Dispone de 14 chiringuitos, 8 pistas de vóley y 1 futbito playa. Tiene las certificaciones ISO 9001 e ISO 14001 y con el galardón de Qualitur y Bandera Azul.
La urbanización en esta playa se inició en 1967 cuando un grupo de suecos construyeron en las inmediaciones del cabo Cervera una urbanización denominada "Lomas del Mar", lo que hizo que popularmente se conociese la playa como "playa de los suecos".
Una parte de la playa limita con el Parque del Molino del Agua, que está declarado como zona protegida.